# Nectocaecilia petersii
Nectocaecilia petersii is een wormsalamander uit de familie waterbewonende wormsalamanders (Typhlonectidae). De soort werd voor het eerst wetenschappelijk beschreven door George Albert Boulenger in 1882. Oorspronkelijk werd de wetenschappelijke naam Chthonerpeton petersii gebruikt. Het is de enige soort uit het geslacht Nectocaecilia.
Nectocaecilia petersii komt voor in Zuid-Amerika en is endemisch in Venezuela. Waarschijnlijk is het verspreidingsgebied veel groter en komt de soort ook voor in onder andere Brazilië en Colombia. De habitat bestaat uit tropische, laaggelegen regenwouden, waar de wormsalamander aan de oevers van rivieren in zelfgegraven holen leeft. De soort is eierleggend, de eitjes worden waarschijnlijk in het water afgezet.
Atretochoana · 
Chthonerpeton · 
Nectocaecilia · 
Potomotyphlus · 
Typhlonectes